# Conca della Campania

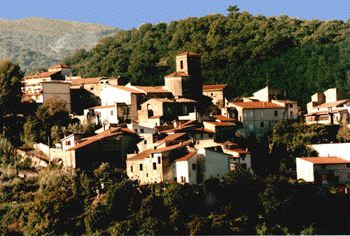
Panorama von Conca della Campania

Conca della Campania ist eine italienische Gemeinde (comune) mit 1141 Einwohnern (Stand 31. Dezember 2024) in der Provinz Caserta in Kampanien. Sie ist Bestandteil der Comunità Montana Monte Santa Croce. Die Gemeinde liegt etwa 41 Kilometer nordwestlich von Caserta am Parco naturale di Roccamonfina-Foce Garigliano.

## Verkehr
Durch die Gemeinde führen die Autostrada A1 von Rom nach Süditalien (ohne Anschluss) und die Strada Statale 6 Via Casilina von Rom nach Pastorano.